# Callistus Rubaramira
Callistus Rubaramira, né le 8 février 1950 à Rubira Kyanamira, est un prêtre catholique devenu en 2003 évêque du diocèse de Kabale, en Ouganda.

## Biographie
Callistus Rubaramira est né le 8 février 1950 dans le village de Rubira Kyanamir, en Ouganda.
Il est ordonné prêtre à vingt-cinq ans, le 18 mai 1975, pour le diocèse de Kabale.
Le 15 mars 2003, il est nommé évêque de Kabale, son diocèse. Il reçoit l'ordination épiscopale le 8 juin suivant. Son principal consécrateur est son prédécesseur Mgr Robert Gay, évêque émérite, père blanc de la Société des missionnaires d'Afrique et les co-consécrateurs sont Barnabas R. Halem 'Imana (en) et Paul Kamuza Bakyenga (en).
En août 2016, Mgr Rubaramira rappelle à l'ordre certains de ses prêtres. À l'occasion d'une cérémonie d'ordination, il rappelle aux prêtres qu'ils ne doivent pas défier leurs supérieurs, et que cela peut nuire au ministère sacerdotal. Il les invite plutôt à respecter leurs supérieurs. Il appelle aussi les parents à éduquer leurs enfants dans la foi, et à favoriser chez leurs enfants le service du Seigneur.